# Christian Benjamin Geißler
Christian Benjamin Geißler (* 14. September 1743 in Holzkirch bei Lauban; † nach 1809), genannt der Rebell von Liebstadt, war der bekannteste Wortführer des Sächsischen Bauernaufstandes von 1790.

## Leben
Der Sohn eines schlesischen Dorfschullehrers lernte in Görlitz das Handwerk eines Seilers. 1765 kam er als wandernder Geselle nach Liebstadt, wo er sesshaft wurde und die Tochter des Rittergutsverwalters Bretschneider heiratete. Die Eheleute Geißler bekamen drei Kinder, die früh verstarben. Nach dem Tod ihrer Kinder nahmen sie ein verwaistes Mädchen als Pflegetochter auf.
Christian Benjamin Geißler erwarb den Meistertitel in Liebstadt. Er arbeitete dann als Seilermeister, wobei er oft über die Dörfer reisen musste, um seine Waren zu verkaufen. Dabei lernte er das Leben der arbeitenden Bevölkerung, ihre Sorgen und Nöte, wie zum Beispiel die hohe Kindersterblichkeit, aber auch ihre Hoffnungen und Wünsche kennen. Zwischen 1763 und 1789 wurde im Kurfürstentum Sachsen eine Politik des aufgeklärten Absolutismus betrieben. Die Wirtschaftspolitik war liberaler als in den meisten anderen deutschen Territorien und es herrschte freie Konkurrenz statt staatlicher Unterstützung einzelner monopolistischer Unternehmer. Der Adel förderte in der Landwirtschaft die Ausbreitung des Futtermittelanbaus und den Anbau von Rüben und Kartoffeln. Ebenso begünstigte er die ganzjährige Stallfütterung  und die Anwendung von künstlichen Düngemitteln. Auf den Feldern wurden höhere Erträge erzielt. Allerdings zahlte sich dies nicht für die Bauern aus. Sie mussten zusätzlich Frondienste leisten und wurden zur Schafhaltung verpflichtet.
Aufgrund der Missernten infolge langanhaltender Dürren in den Jahren 1788, 1789 und 1790 verschlimmerte sich die Lage der sächsischen Bauern. Im Mai 1790 begannen sich unzufriedene Bauern aus Wehlen und aus 15 weiteren Gemeinden zu wehren. Sie vertrieben oder schossen das zur Plage gewordene, für die kurfürstliche Jagd gehegte Wild ab. Nachdem die sächsische Regierung anordnete, das Wild in der Sächsischen Schweiz zu reduzieren, ebbten die ersten Unruhen rasch ab.
Zu einem erneuten Aufflackern des Aufstands kam es, als die unzufriedenen Bauern in dem Liebstädter Seiler Christian Benjamin Geißler ein Sprachrohr fanden. Geißler konnte lesen und hatte sich über den Ausbruch der Französischen Revolution informiert. Beeinflusst vom Sturm auf die Bastille und der Erklärung der Menschen- und Bürgerrechte verbreitete er auf Dorfversammlungen seine selbstverfassten Aufrufe „Werteste Mitbrüder!“, „Werte Mitbrüder!“ und „Allerdurchlauchtigster Fürst!“ gegen Adelsprivilegien, für die Abschaffung von Wildgehegen und für eine gerechtere Justiz an den Bauern.
Am 8. Juli  1790 verkündete Christian Benjamin Geißler in Börnchen die Petition der Bauern an den Kurfürsten Pro Memoria:

„Dem Städtchen Lauenstein wird hiermit wissend gemacht, dass nach reiflicher Überlegung endlich der Schluss gefasst worden, eine glückliche Revolution zu machen, und sind wir zu unserm Endzweck auf die 16- bis 18 000 Mann in Bereitschaft. Unser eigen Wohl erfordert dieses, auf das schleunigste es in Werk zu setzen, indem man in Erfahrung gebracht, dass, wenn wir nicht Ernst brauchen, eine der blutigsten Revolutionen ehester Tage ausbrechen wird. Unsere Gesinnungen dabei sind also diese: dass wir lieber, anstatt Sachsens Unglück noch größer zu machen, dass es wohl vollends gar zur Mördergrube werden könne, mit Gottes Hilfe weislich Gegenanstalten treffen und unser geliebtes Vaterland lieber glücklich als unglücklich machen wollen. Wir wollen unseren teuersten Landesvater in unsere Mitte nehmen und wollen ihm Sachsens Unglück und Not mit Nachdruck vorstellen, damit er sich ferner mit uns und wir mit ihm freuen und ruhig und vergnügt leben können. Erst wollen wir uns insgesamt mit klingendem Spiel und fliegender Fahne bis in die Gegend Dresdens rücken, und hat sich ein jeder dabei bis auf ein paar Tage zu proviantieren. Da wird ein Kommando von uns nach Pillnitz gehen, um dem Kurfürsten unsere Gesinnungen vorzutragen, von da werden wir mit unserem teuersten Landesvater einen triumphierenden Einzug in die Residenz Dresden halten.
Unser Vortrag ist dieser:
- 1. verlangen wir, dass alle und jede Personen, die bisher Sachsenland unglücklich gemacht, gänzlich ihrer Würden und Ämter entsetzt und nach Befinden großer Betrügereien auch ihre Güter konfisziert und zum gemeinen Besten angewendet werden sollen.
- 2. wird Nationalgarde vor unseren Kurfürsten errichtet, eine zu Fuß und eine zu Pferde. Diese muss aus Männern bestehen, zu denen man das Zutrauen haben kann, dass sie für des Landes Wohl stets wachsam sind. Die zu Fuß ist beständig um den Landesherrn, und ihr Chef muss eine ansehnliche Bedienung bei Hofe haben, damit sich keine Landesbetrüger mehr bei unsern Landesherrn einschleichen können. Die Garde zu Pferde soll des Landes Wohl besorgen und genau auf alle Ungerechtigkeiten im Lande achthaben.
- 3. Das Akzise-Wesen wird auf einen Fuß gesetzt, damit Sachsenland sich nicht ferner Gottes Strafgericht mit so vieler schwerlich Entheiligung seines heilen Namens ausgesetzt sein darf.
- 4. Denen Rittergutsbesitzern werden engere Schranken gelegt, damit sie nicht mehr, wie bisher geschehen, das Land zur Wüste und Einöde von Gerechtigkeit machen können.
- 5. Heuungen des Wildes werden ferner nicht geduldet, indem solches viel zu dem steten Fruchtmangel beiträgt.
- 6. Keine Juris practici werden ferner geduldet, die nicht wirkliche Gerichts-Bestallung haben, indem diese Blutegel das Land auf erbärmliche Weise aussaugen.
- 7. Dem geistliche Ministerio müssen Verfassungsregeln gesetzt werden, welche der Ehre Gottes gemäßer und unserer geheiligten christlich evangelische Lehre heilsamer als bisher geschehen.
- 8. Wegen Fleisch- und Trinksteuer sind wichtige Erinnerungen zu machen.

Auf Genehmigung dieser Punkte wird mit dem größten Eifer gehalten werden, und sind wir genötigt, uns nicht das Geringste vormachen zu lassen. Es ist die höchste Zeit, einmal sehen zu lassen, dass wir immer noch die alten braven und tapferen Sachsen sind, die vor der Hand nur durch Tyrannei und Druck so kleinmütig geworden, aber nun ist die höchste Zeit, vor dem Riss zu stehen. Denn ließen wir uns dieses Mal einschläfern, so werden wir in eine solche Sklaverei geraten, woraus keine Rettung mehr zu hoffen. Dieses wird aber auch zugleich allen und jeden Ortschaften angedeutet, dass sie sich gleich nach Verlesung dieses aufmachen, der Sammelplatz von Lauenstein und Bärenstein ist in Liebstadt, Geisingen, Altenberg und Glashütte und Dohna, derjenige Ort aber, der sich erkühnen sollte, die Zitation nicht zu respektieren, kann sich einer fatalen Plünderung ausgesetzt sehen und an keinem erlangten Vorteil Anteil haben.“

Bereits am 10. Juli 1790 wurde Geißler denunziert und heimlich verhaftet. Der von ihm geplante Protestmarsch der Bauern zum kurfürstlichen Schloss in Pillnitz  verfiel im Ansatz. Der aufständische Seilermeister wurde auf die Fronfeste nach Dresden gebracht, wo er am 13. Juli 1790 zu 15 Jahren Haft verurteilt wurde. Am 27. September 1790 behauptete ein Gerichtsmediziner, dass Geißler geisteskrank und von fixen Ideen wie Patriotismus besessen wäre. Wegen dieser Feststellung wurde der Rebell von Liebstadt als angeblicher Narr nach Torgau überführt.
Die Abschriften von Geißlers Aufrufen und Petitionen verbreitete sich schnell. Am 3. August 1790 kündigten die Bauern bei Schleinitz und Petschwitz im Meißner Gebiet die Frondienste. Sie entwaffneten kleinere militärische Einheiten und zwangen den Adel, Verzichtserklärungen auf Frondienste und Zinsen zu unterschreiben. Nachdem einige Bauern verhaftet wurden, weitete sich der Aufstand innerhalb von zwei Wochen aus, sodass die sächsische Regierung 5600 Soldaten zur Niederschlagung des Bauernaufstandes einsetzte. Am 18. Januar 1791 erließ die Regierung mit dem „Mandat wider den Tumult und Aufruhr“ ein Gesetz, das alle weiteren antifeudalen Aktionen ersticken sollte und bei Verstößen langjährige Haftstrafen oder die Todesstrafe androhte.
Im Gegensatz zum Adel reagierte das sächsische Bürgertum nicht auf die Ereignisse der Französischen Revolution und des Sächsischen Bauernaufstands. Zur Wahrung der Interessen des Adels fand im August 1791 auf Schloss Pillnitz ein Treffen des  römisch-deutschen Kaisers Leopold II., des preußischen Königs Friedrich Wilhelm II. und des sächsischen Kurfürsten Friedrich August III. statt, die einen Pakt („Pillnitzer Deklaration“) gegen die Französische Revolution und die Unruhen in ihren eigenen Länder schlossen.
Christian Benjamin Geißler gelang es 1805 aus seiner Festungshaft in Torgau zu fliehen. Steckbrieflich gesucht, vagabundierte er durch Sachsen, Böhmen und Schlesien, ehe er 1807 nach einem Hinweis eines Bettlers aus Döbra erneut verhaftet wurde. Geißlers Freunde und der Majoratsherr Carl Adolf von Carlowitz erreichten jedoch im Jahr 1809 seine Begnadigung und Freilassung. Der inzwischen Sechsundsechzigjährige lebte danach bei seiner Pflegetochter in Liebstadt. Geißlers weiterer Lebenslauf ist nicht dokumentiert, sein Todesdatum und sein Sterbeort wurden nicht überliefert, möglicherweise lebte der einstige Rebell noch im Jahr 1823 bei seiner Pflegetochter in Liebstadt.

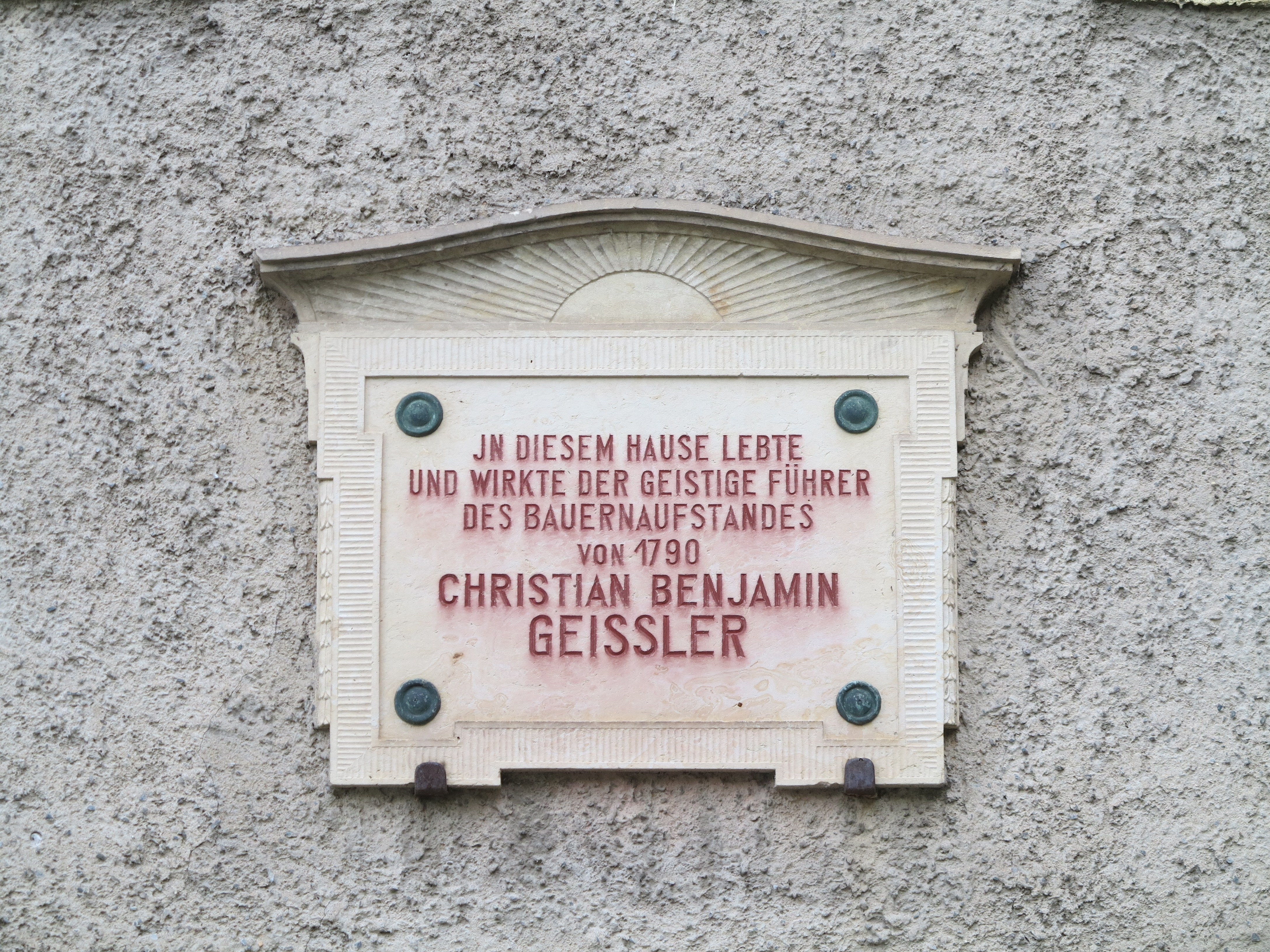
Diese Tafel erinnert an Benjamin Geißler. Das Datum der Widmung, 1907, ist nicht vermerkt. Foto Juli 2025

An Christian Benjamin Geißler erinnert eine Gedenktafel an seinem ehemaligen Wohnhaus in der Pirnaer Straße 12, Hofseite, in Liebstadt.